# 月曜 (文芸雑誌)
『月曜』（げつよう）は、尾形亀之助によって主宰された月刊の文芸雑誌。1926年（大正15年）1月の創刊から第6号まで続いた。
宮沢賢治が生前に発表した数少ない童話のうち、『オツベルと象』が創刊号に、『ざしき童子のはなし』が2月号に、『猫の事務所』が3月号にそれぞれ寄稿された。